# Jakobskirche Kanaker

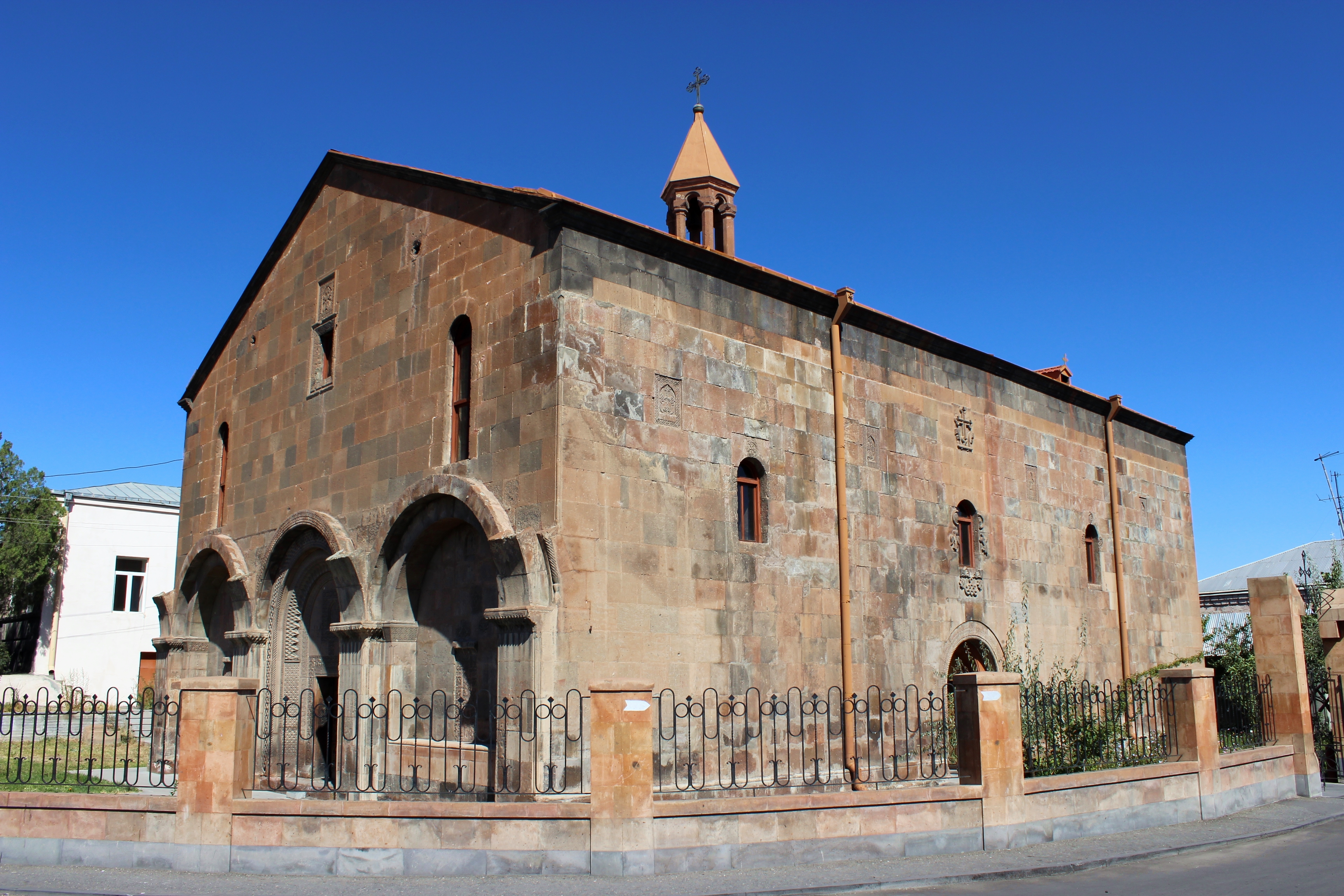
Jakobskirche Kanaker, 2014

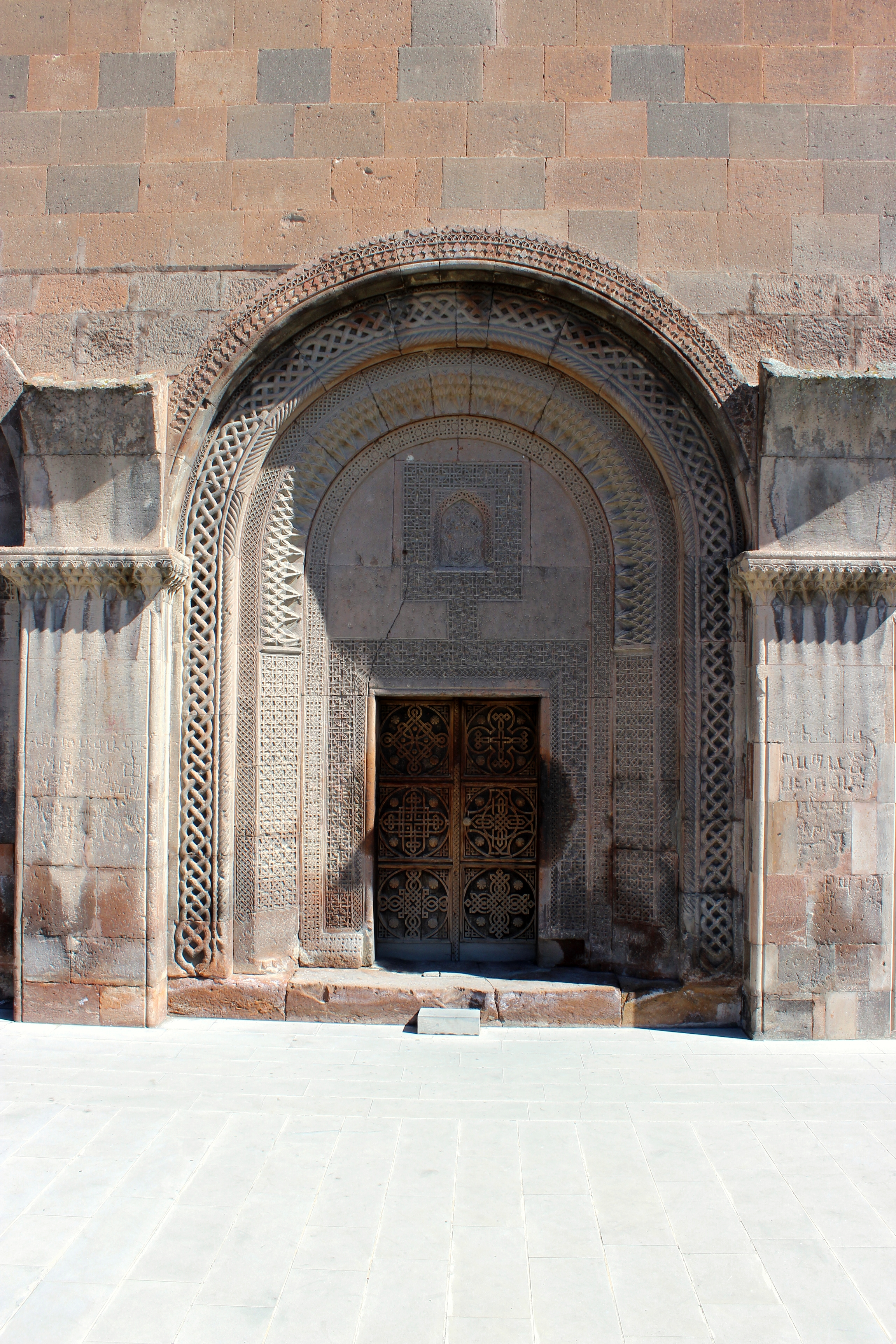
Westportal

Die Jakobskirche Kanaker oder Surb Hakob (armenisch Քանաքեռի Սուրբ Հակոբ եկեղեցի, Kanakeri Surb Hakob jekeghezi) ist eine Kirche in der armenischen Hauptstadt Jerewan, die aus dem 17. Jahrhundert stammt. Sie gehört zur Diözese Ararat der Armenisch-Apostolischen Kirche und steht im Jerewaner Stadtbezirk Kanaker-Sejtun.

## Architektur

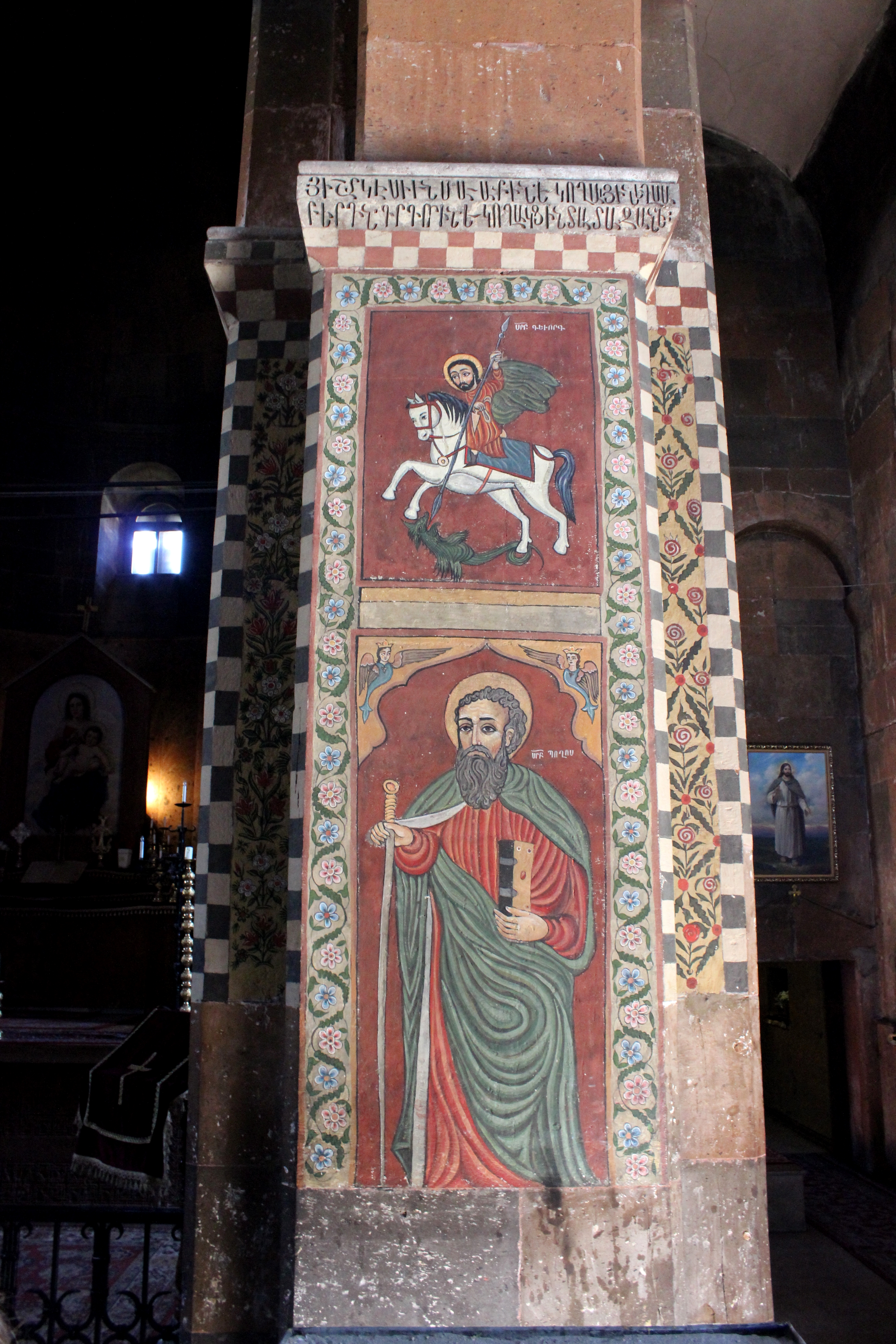
St. Georg (oben)
St. Paulus (unten)

Die Kirche ist eine dreischiffige Basilika ohne Kuppel mit Satteldach, auf dem sich seitlich ein kleiner Glockenturm mit spitzer Haube befindet. Der durch Steinmetzarbeiten verzierte Haupteingang ist im mittleren der drei Bögen an der Westseite der Kirche, wo auch drei Chatschkare aus den Jahren 1504, 1571 und 1621 befestigt sind. Weitere Eingänge zur Kirche befinden sich an der südlichen und der nördlichen Wand. Im Inneren der Kirche sind an den Wänden und den in zwei Reihen stehenden Säulen mehrere Wandmalereien mit Heiligenbildern. Der Hauptaltar und die beiden Sakristeien stehen an der östlichen Innenwand.
Vor der Kirche steht südwestlich ein verziertes Tor, das 1887 errichtet wurde.

## Geschichte
Am Ort der heutigen Kirche gab es einen Vorgängerbau, der bei einem Erdbeben mit Epizentrum in Garni 1679 zerstört wurde. Ein reicher armenischer Bürger von Tiflis mit Namen Hakobjan spendete das Geld für den Wiederaufbau der Kirche, der 1679 abgeschlossen wurde. Im 19. Jahrhundert war die Kirche Bischofssitz, und 1868 eröffnete die Diözese auf dem Kirchengelände eine Schule, die nach Sankt Sahak Partew benannt war und vom Archimandriten Mesrop Smbatjanz geleitet wurde. Zu Sowjetzeiten wurde die Kirche geschlossen und diente als Lagerhaus. Sie wurde 1990 als Kirche wiedereröffnet.